# Örvös lúd
Az örvös lúd (Branta bernicla) a madarak osztálynak a lúdalakúak (Anseriformes) rendjébe, ezen belül a récefélék (Anatidae) családjába tartozó faj.

## Előfordulása
A lúdfajok közül ez él a legközelebb a sarkokhoz. A Kárpát-medence területén ritka kóborló.

## Alfajai
- Branta bernicla bernicla – Szibéria
- Branta bernicla hrota – Kanada, Grönland, Európa és a Spitzbergák
- Branta bernicla nigricans – Alaszka és Kanada

## Megjelenése
Testhossza 56–61 centiméter, szárnyfesztávolsága 110–120 centiméter, testtömege 1300–1600 gramm. Feje eleje, nyaka, evező- és kormánytollai feketék. Hátának, mellének és hasa felső részének tollai sötétszürkék. Hasi oldala, farkaalja és felső farkfedőtollai fehérek. Nyaka mindkét oldalán egy-egy félhold alakú, fehér folt van és a tollak itt kissé fodrosak. Az észak-eurázsiai alfaj hasa sötét, a Spitzbergák és Grönland madaraié majdnem fehér.
|  |  |

## Életmódja
Hínárral, mohákkal, zuzmókkal és fűfélékkel táplálkozik. A víz alól tótágast állva, ritkán lebukva szedi fel a tengeri hínárféléket. Tengerparti vonuló, a szárazföldön csak ritkán fordul meg.

## Szaporodása
A fajnak csak mintegy 110 napja van a költésre a rövid sarki nyár során. Emiatt 10 nappal a költőterületre való megérkezés után már elkészül a fészekalj.
Nyílt tundrák, folyók szigetein, a földön fészkel. A költési időszak június közepétől július végéig húzódhat. Fészekalja általában 3-5 tojásból áll, melyen 24-26 napig kotlik. A fiókák 40 nap múlva röpképesek. Az első fiókák július végén kelnek ki, a szülők rögtön a vízhez vezetik őket. Gyakran több család nagyobb közösséggé áll össze. A költési időszak vége felé a felnőtt madarak levedlenek, és egy időre röpképtelenné válnak.

## Védettsége
Magyarországon védett, természetvédelmi értéke 10 000 Ft.